# Shansiaspis sinensis
Shansiaspis sinensis är en insektsart som beskrevs av Tang 1981. Shansiaspis sinensis ingår i släktet Shansiaspis och familjen pansarsköldlöss. Inga underarter finns listade i Catalogue of Life.